# Roddy Maude-Roxby
Roddy Maude-Roxby (Londra, 2 aprile 1930) è un attore inglese.
Attore dal 1961 e famoso per aver dato la voce ad Edgar nel film Gli Aristogatti del 1970. Ha  lavorato  molto  per  serie  televisive  negli  anni  sessanta  e  settanta.

## Filmografia

### Cinema
- Vai  avanti...dottore! (Doctor in Clover), regia di Ralph Thomas (1966)
- Greystoke - La leggenda di Tarzan, il signore delle scimmie (Greystoke: The Legend of Tarzan, Lord of the Apes), regia di Hugh Hudson (1984)
- Plenty, regia di Fred Schepisi (1985)
- Come fare carriera nella pubblicità (How to Get Ahead in Advertising), regia di Bruce Robinson (1989)
- Cacciatore bianco, cuore nero (White Hunter Black Heart), regia di Clint Eastwood (1990)
- Viaggio in Inghilterra (Shadowlands), regia di Richard Attenborough (1993)
- Insieme per caso (Unconditional Love), regia di P.J. Hogan (2002)

### Televisione
- Assistente sociale (East Side/West Side) – serie TV, episodio 1x15 (1964)
- Tumbledown, regia di Richard Eyre – film TV (1988)

### Doppiatore
- Gli Aristogatti (The Aristocats), regia di Wolfgang Reitherman (1970) - Voce

## Doppiatori italiani
Nelle versioni in italiano dei suoi lavori, Roddy Maude-Roxby è stato doppiato da:
- Neri Marcorè in Viaggio in Inghilterra

Da doppiatore è stato sostituito da:
- Renato Turi ne Gli Aristogatti